# 纳塔利娅·瓦西里耶芙娜·纳扎罗娃
纳塔利娅·瓦西里耶芙娜·纳扎罗娃（羅馬化：Natal'ya Vasil'yevna Nazarova；1953年12月22日—）是俄罗斯政治人物，第八届国家杜马代表。
1979年至2004年，纳扎罗娃在高尔基汽车厂工作，先担任规划办公室工程师，后担任能源销售部门负责人。2004年至2009年，她担任Volgaenergosbyt的总经理。2016年，她成为第七届国家杜马代表，在任职期间，纳扎罗娃与人共同起草了69项立法倡议。2021年9月18日，她当选第八届国家杜马代表。

## 制裁
纳扎罗娃于2022年因俄乌战争而受到英国政府制裁。